# Lobsang Sangay
Lobsang Sangay  (Dardžiling, India, 1968), Tibetanski politik, vodja tibetanske vlade v izgnanstvu.